# Демингс, Вэл
Вальдес Венита Демингс (англ. Valdez Venita Demings), урождённая Батлер (англ. Butler; род. 12 марта 1957 года, Джэксонвилл, Флорида) — американская полицейская служащая и политик, член Демократической партии, член Палаты представителей США (с 2017 года).

## Биография
Родилась в городе Джэксонвилл во Флориде, одна из семерых детей, мать — домработница, отец — уборщик. Первой в своей семье окончила колледж, сначала была социальным работником, затем поступила в полицию Орландо, где прослужила 27 лет (в 2007 году возглавила полицейский департамент).
В 2012 году провела неудачную кампанию по выборам в Палату представителей США.
В августе 2016 года одержала убедительную победу в праймериз Демократической партии с результатом 57 %, оставив далеко позади сильнейшую из множества соперников — сенатора штата Джеральдин Томпсон (20 %).
С 2017 года представляет в Палате представителей США 10-й избирательный округ Флориды.
В 2018 году исход очередных выборов в 10-м округе решился на демократических праймериз, поскольку ни республиканцы, ни другие партии не выставили своих кандидатов.
В январе 2020 года в качестве менеджера процедуры импичмента президента Трампа вела слушания в Юридическом комитете Палаты представителей по этому вопросу.
В июле 2020 года Демингс рассматривалась в качестве кандидата в вице-президенты Джо Байдена на президентских выборах 2020 года.

## Личная жизнь
В 1988 году вышла замуж за полицейского Джерри Демингса, который в 1998 году стал первым афроамериканцем — главой полицейского департамента округа Ориндж, а затем — мэром этого округа. В семье Демингсов трое детей и пятеро внуков.